# Křížová cesta (Kamenický Šenov)
Křížová cesta v Kamenickém Šenově na Českolipsku se nachází přibližně dva kilometry severně od obce na úpatí návrší Stráž.

## Historie
Křížovou cestu tvoří čtrnáct zastavení v podobě dřevěných sloupků s vrcholovou kapličkou pro pašijový obrázek. Cesta vznikla roku 1865, opakovaně byla opravována (roku 1896 a ve 30. letech 20. století), po 2. světové válce zanikla. Od roku 2008 je rekonstruována občanským sdružením Na Výsluní.

### Poutní místo
U staré silnice mezi Kamenickým Šenovem a Českou Kamenicí byla roku 1846 postavena kaple Nejsvětější Trojice, kterou nechal na své náklady vybudovat sedlák Franz Kreibich. Proti kapli přes potok byla roku 1865 založena křížová cesta. Po 2. světové válce Poutní místo chátralo, kaple byla roku 1974 zbořena.
Obnova areálu začala roku 2008 vztyčením kříže na vrcholu skály nad Božím hrobem, dokončena byla roku 2011. Obnova cesty zahrnula postavení kruhového pavilonu, dřevěné vstupní brány a úpravy pramene Svatého kříže, vyvěrajícího těsně pod Křížovou cestou.
Cesta začíná u Olivetské kaple s obrazem Krista na Olivetské hoře ve výklenku, která je vytesaná v pískovcové skalce. U kaple je kovaný kříž. Odtud cesta lemovaná zastaveními stoupá k Božímu hrobu. Je to skalní kaple vytesaná v úpatí pískovcové skály - skalní věže. V otevřené kapli kryté kovanou mříži je uložena pískovcová socha Kristova těla.
Součástí Poutního místa byla také zaniklá kaple u silnice, na jejímž místě byl na nízké kamenné mohyle vztyčen kříž. Obnovena je i výklenková kaple Svaté Trojice na horizontu vrchu Stráž.

## Galerie

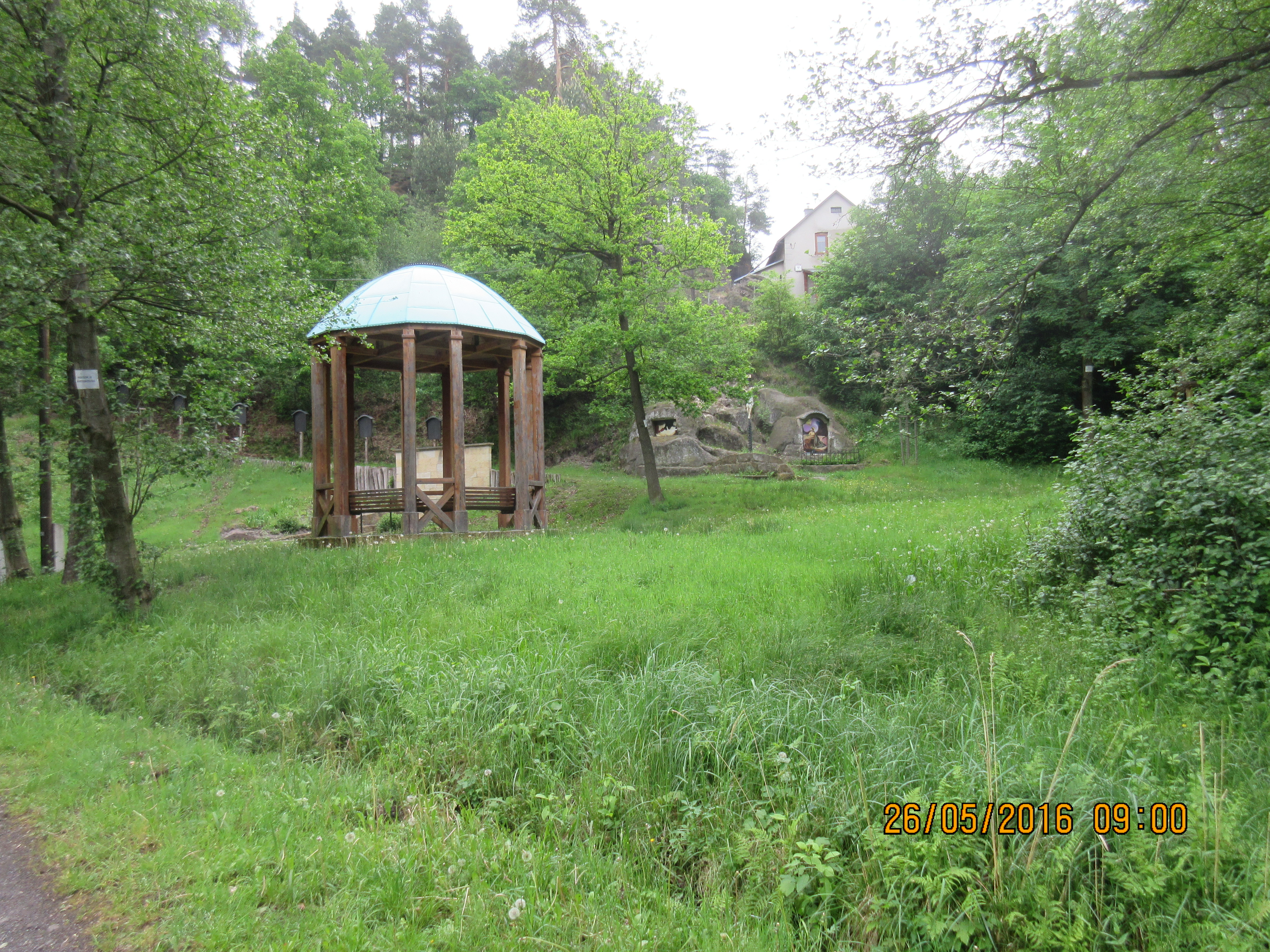
Altán na počátku Křížové cesty, za ním je pramen
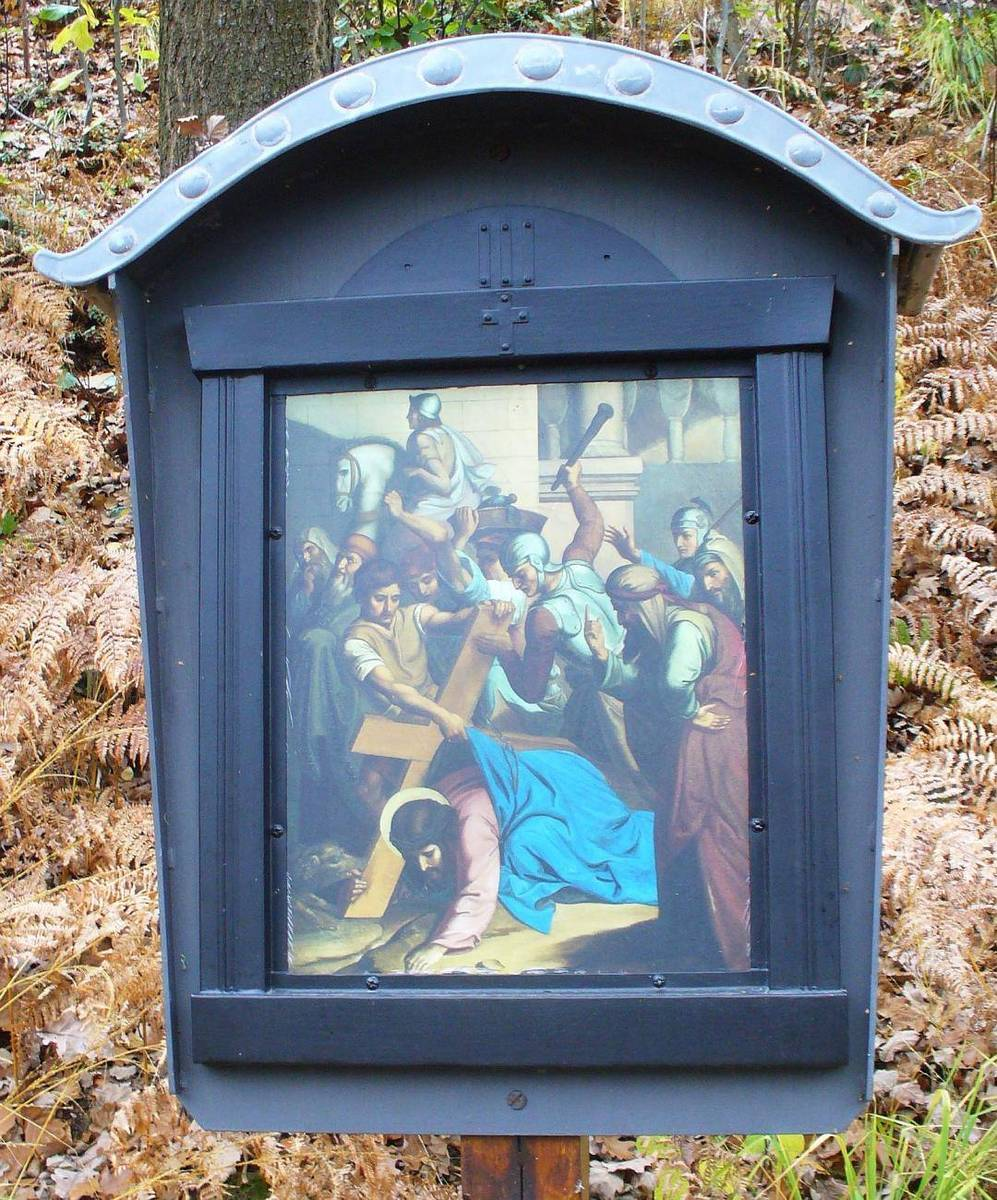
3. zastavení Křížové cesty
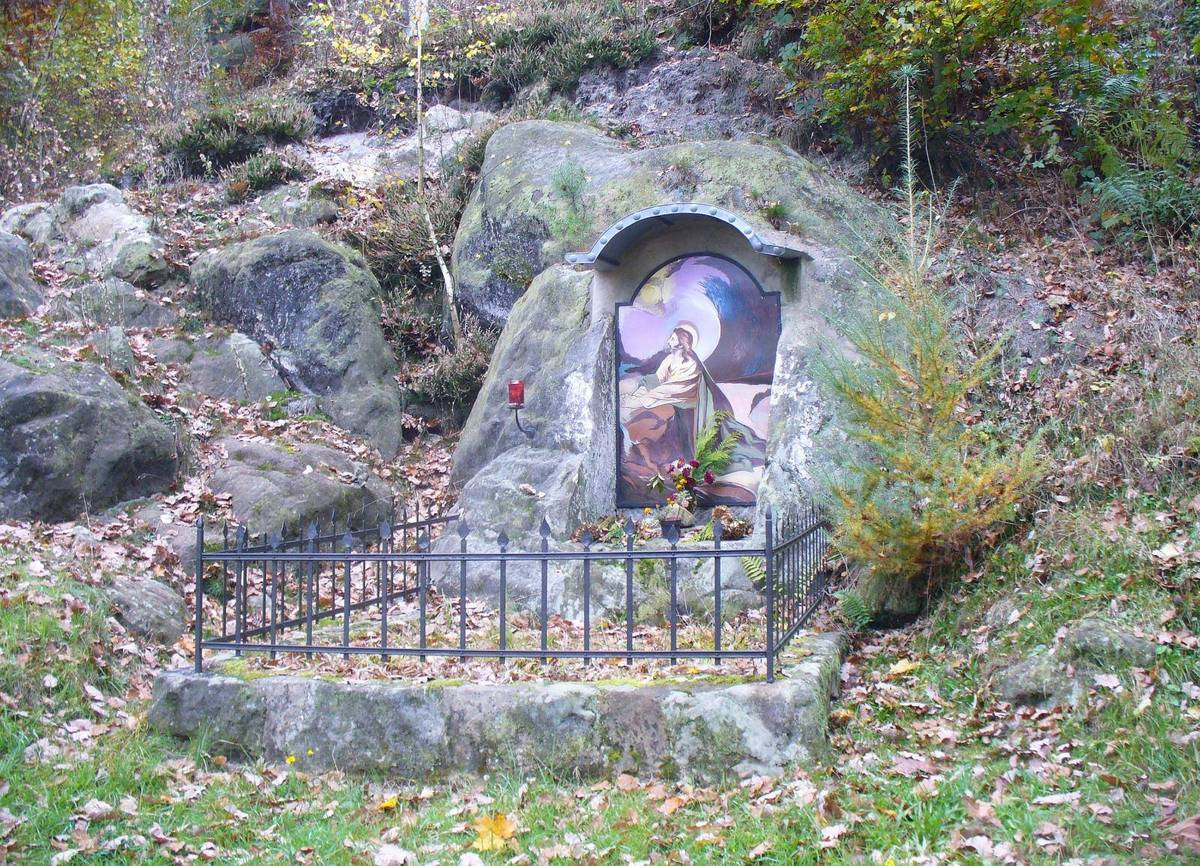
Skalní kaplička Olivetská kaple u Křížové cesty